# Tyska minoritetsbefolkningen i Polen
Tyska minoritetsbefolkningen i Polen utgjorde vid 2011 års folkräkning 148 000 personer. Lejonparten av den tyska minoriteten är bosatt i Opole vojvodskap i sydvästra Polen.